# Mann von Rendswühren

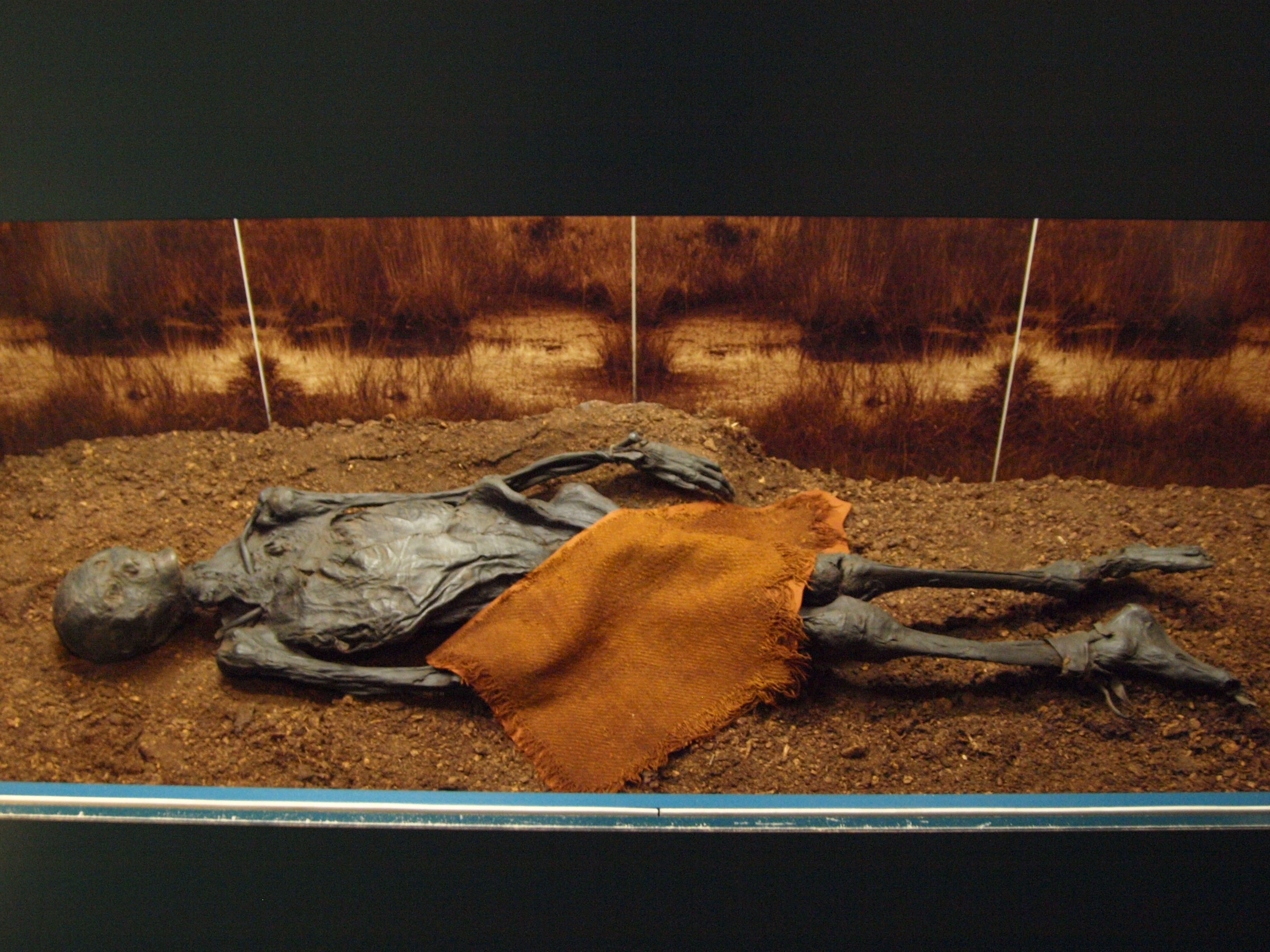
Mann von Rendswühren

Der Mann von Rendswühren ist die Moorleiche eines Mannes aus der Römischen Kaiserzeit, die 1871 im Heidmoor bei Rendswühren im schleswig-holsteinischen Kreis Plön gefunden wurde. Die Überreste des Mannes werden neben weiteren Moorleichen in der Dauerausstellung des Schleswig-Holsteinischen Landesmuseums Schloss Gottorf gezeigt.

## Fundstelle

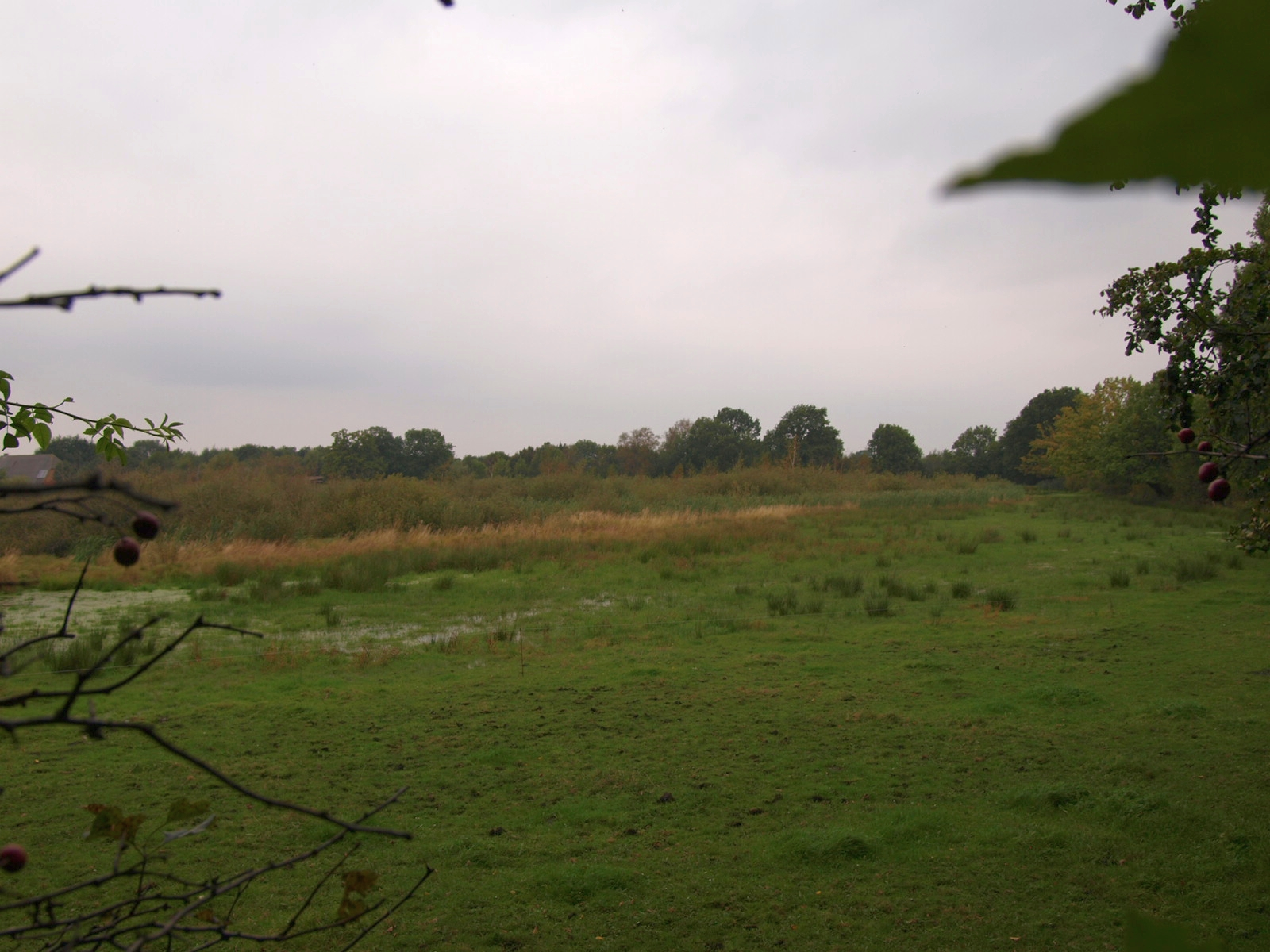
Das Heidmoor bei Rendswühren im September 2011 mit Blick in Richtung Fundstelle.

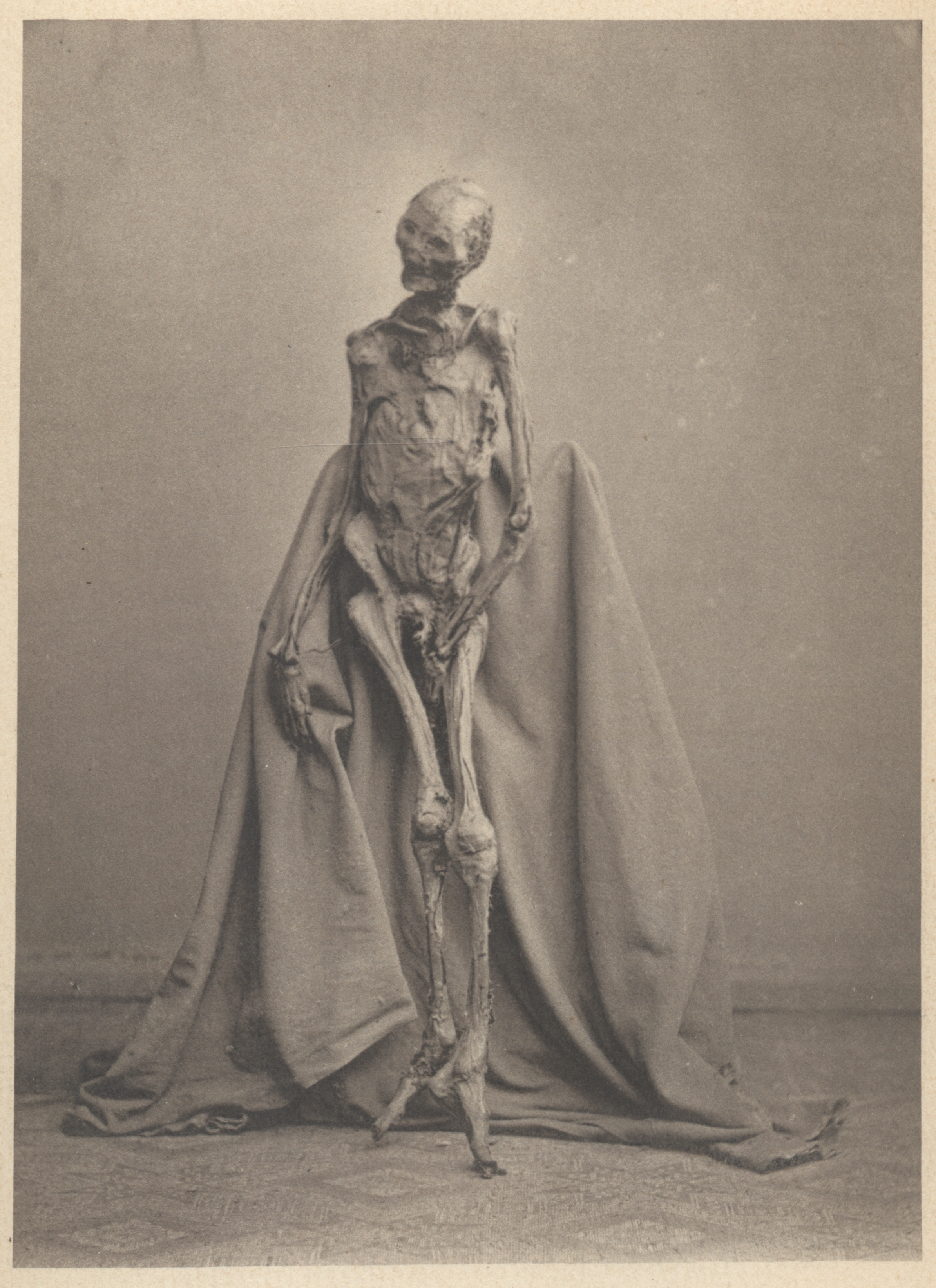
Historische Aufnahme des Mannes von Rendswühren aus dem Jahre 1873.

Das Heidmoor, in älteren Quellen auch Großes Moor und Rendswührener Moor genannt, war ursprünglich ein sehr flüssiges und nahezu unzugängliches Moor von sehr langsamem Wachstum. Durch künstliche Entwässerung wurde das Moor trockengelegt und konnte erst dann für den Abbau von Backtorf genutzt werden, einem Brennmaterial, das bevorzugt von benachbarten Bäckereien verwendet wurde. Die Torfschicht des Moores sank infolge der Trockenlegung auf eine Höhe von 180 cm zusammen und wurde bis auf den anstehenden Grund vollständig abgetorft. Die Fundstelle lag auf dem Gebiet des Gutes Bothkamp im damaligen Kirchspiel Bornhöved.
54° 3′ 55″ N, 10° 10′ 3″ O

## Fundgeschichte
Ein Torfarbeiter entdeckte bei der Arbeit im Moor am 1. Juni 1871 etwa 90 Zentimeter unter der Oberfläche eine männliche, in Bauchlage liegende Leiche. Zunächst legte er den linken Fuß frei, den er für eine Baumwurzel oder einen Kalbskopf hielt und deshalb mit seinem Spaten abtrennte. Beim weiteren Freilegen erkannte er die menschliche Leiche, deren Kopf in einen Lederumhang und einen Wollmantel gehüllt war. Der Fund wurde zur Wohnung des Rendswührener Ortsvorstehers gebracht, wo er auf einem Ackerwagen in der Scheunendiele mehrere Tage ohne Abdeckung öffentlich zugänglich lagerte. Zahlreiche Schaulustige besichtigten den Fund, hantierten an der Leiche und nahmen zum Teil zeitungsgroße Stücke aus der Kleidung als Souvenir mit. Drei Tage nach Aufstellung der Leiche beschreibt der Besucher Grassau, dass die Leiche immer noch gut erhalten war, der Körper teilweise noch eine fleischige Fülle hatte, die Haut mittlerweile eine schlammig schmierige Oberfläche aufwies, jedoch noch keinen unangenehmen Geruch entwickelte und am Kopf noch großflächig Haare vorhanden waren. Der Gutsinspektor zeigte den Fund bei der königlichen Staatsanwaltschaft in Kiel an, die eine gerichtliche Untersuchung anordnete. Gutsförster Möller, der sich die Fundumstände genau ansah und bereits früh ein hohes Alter der Leiche vermutete, informierte den Gutsbesitzer Kammerherr von Bülow, der die Vorgänge in einen Brief dem Museum vaterländischer Alterthümer in Kiel meldete, der dort am 5. Juni einging. Am Folgetag, dem 6. Juni, erschien ein Bordesholmer Amtsrichter in Begleitung der Ärzte Dr. Hansen aus Neumünster und Dr. Kästner aus Bordesholm, die die Leiche vor Ort obduzierten und dafür Schädel, Brust- und Bauchhöhle öffneten. Sie vermuteten, dass es sich bei dem Toten um einen ermordeten ungarischen Mausefallenhändler handele. Einige Stunden nachdem die Gerichtsdelegation abgereist war, traf von Bülow zusammen mit dem Archäologen Heinrich Handelmann vom Kieler Museum vaterländerischer Alterthümer und dem Arzt Adolf Pansch von der Universität Kiel ein, die den Fund bereits in stark geschädigtem Zustand vorfanden. Neben der Leiche lagen die wenigen verbliebenen Reste der ledernen und wollenen Bekleidung auf einem Haufen. Beide erkannten sogleich das hohe Alter des vorliegenden Fundes und verpackten ihn in einen bereitstehenden Sarg. Von Bülow sorgte für den umgehenden Transport an das anatomische Institut der Universität Kiel, wo er bereits am nächsten Tag in Empfang genommen wurde.

## Wissenschaftliche Bearbeitung
Nach dem Eintreffen in der Anatomie am 7. Juni 1871 wurde die Leiche gründlich gewaschen und von den anhaftenden Torf- und Pflanzenresten befreit, die teilweise in den Körper eingewachsen waren. Danach folgten gründliche anatomische Untersuchungen. Da der Schädel von der gerichtsmedizinischen Kommission bereits geöffnet und zerlegt worden war, lag dieser nur in Einzelteilen und die Kopfhaut in zwei bis drei großen Lappen vor. Alle Schädelknochen wurden entnommen und wieder zusammengefügt. Vom Schädel wurde ein Modell aus Ton und Torf angefertigt und darüber die Gesichtshaut wieder rekonstruiert. Aus dem Körper wurden die inneren Organe entnommen und in Alkohol konserviert. Die Knochen und das Gehirn wurden getrocknet. Um die durch die Organentnahme entstandenen Hohlräume des Körpers zu stützen, wurden diese mit Seegras ausgefüllt. Anschließend wurde der Körper an einem gut belüfteten Ort zum Trocknen ausgelegt, wo er jedoch nach wenigen Tagen zu schimmeln begann und einen leichten Verwesungsgeruch verbreitete. Daraufhin wurde er mit hochprozentigem Alkohol behandelt und anschließend endgültig getrocknet. Die Moorleiche hatte nach der Trocknung nur noch ein Gewicht von 4,5 kg. Dieses gesamte Vorgehen würde nach dem gegenwärtigen Stand der Wissenschaft keinesfalls mehr praktiziert werden, da jetzt versucht wird, den ursprünglichen Befund so wenig wie möglich zu verändern. Später wurde die Leiche in einer Metallvitrine mit Glasdeckel im Museum vaterländischer Alterthümer ausgestellt.
In den Folgejahren wurden gelegentlich weitere Untersuchungen an den Resten der Moorleiche vorgenommen.
Aktuelle computertomographische Untersuchungen ergaben, dass die Kopfhaut mit einem anderen, noch nicht bekannten Material unterfüttert wurde. Dabei wurden ebenso weitere, massive und irreparable Eingriffe aus den frühen Konservierungs- und Präparationsmaßnahmen des Fundes festgestellt. Diese Eingriffe waren nicht dokumentiert, so dass unbekannt ist, wann sie erfolgten, welche Maßnahmen durchgeführt wurden und welche Werkstoffe oder Mittel verwandt wurden. So wurde der Kopf nach der Autopsie auf einem Unterbau aus unbekannten Werkstoffen (vermutlich Baumwollfasern) aufgebaut der mit mehreren Metalldrähten umwickelt in Form gehalten wurde. Die Gesichtskonturen wurden vermutlich mit Modellierton auf dem Unterbau ausgearbeitet, was aber zu einer Veränderung der Kopfform führte. Einige Zähne wurden durch Kunstmaterial ersetzt oder ergänzt. Ebenso wurden zahlreiche Wirbel, Rippen, Becken und Extremitätenknochen mit Wicklungen aus eisernen und kupfernen Drähten fixiert, die auf den Röntgenaufnahmen zu erheblicher Artefaktbildung führten, die eine genauere Auswertung der Bilder in Bezug auf Verletzungen oder zur Bestimmung des Lebensalters unmöglich machte. Die Wirbel C1 bis C4 fehlen. Die 1871 bei der Autopsie festgestellten Verletzungen des Gesichts und Schädels wie der dreieckigen Verletzung oberhalb der Nasenwurzel oder der sternförmigen Fraktur unterhalb im Bereich der rechten Orbita, Schläfenbein und Scheitelbein konnten auf den Aufnahmen des massiv rekonstruierten Kopfes nicht bestätigt werden, da die Schädelknochen nicht mehr vorhanden sind.

## Befunde

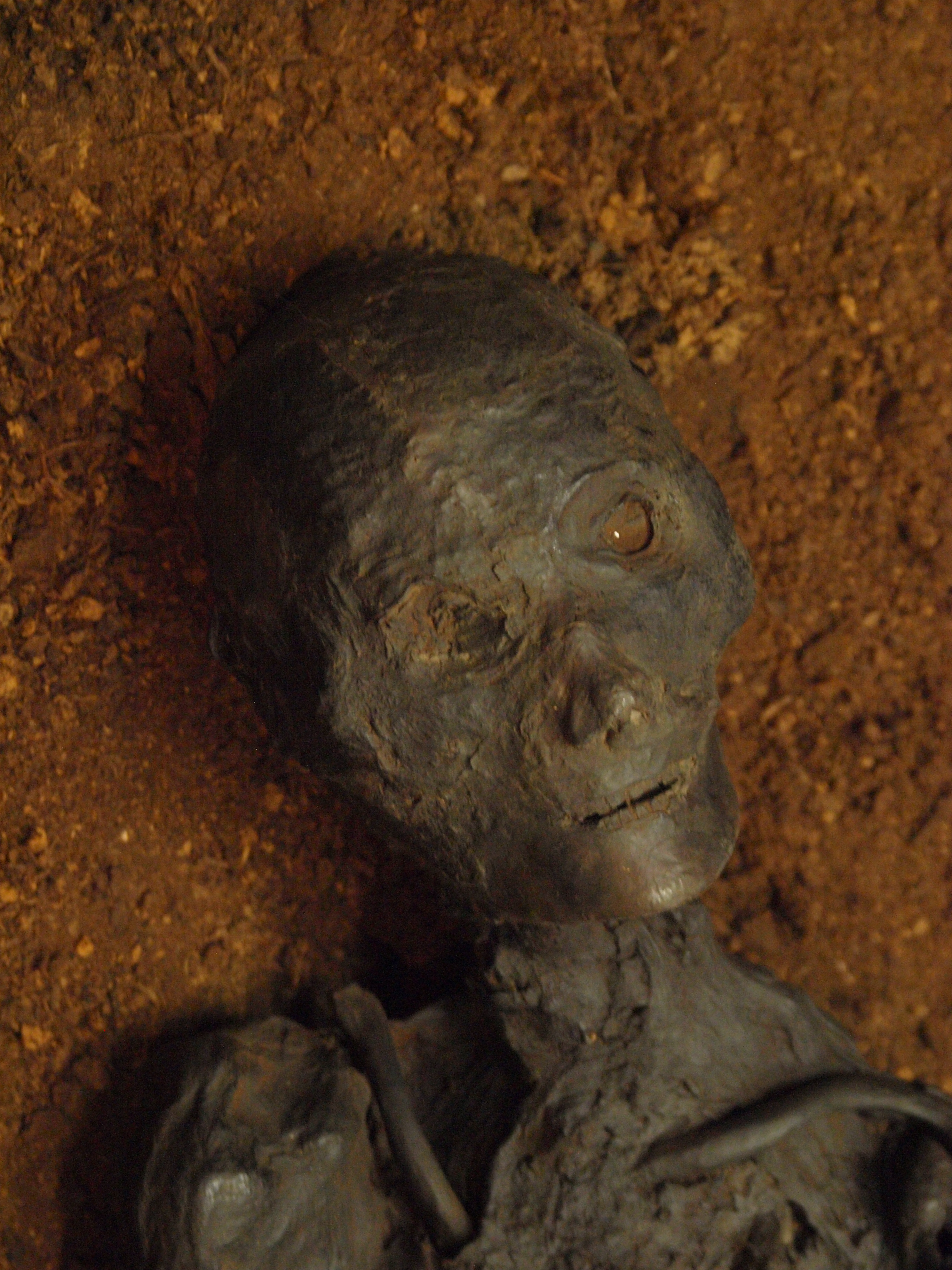
Das rekonstruierte Gesicht des Mannes von Rendswühren

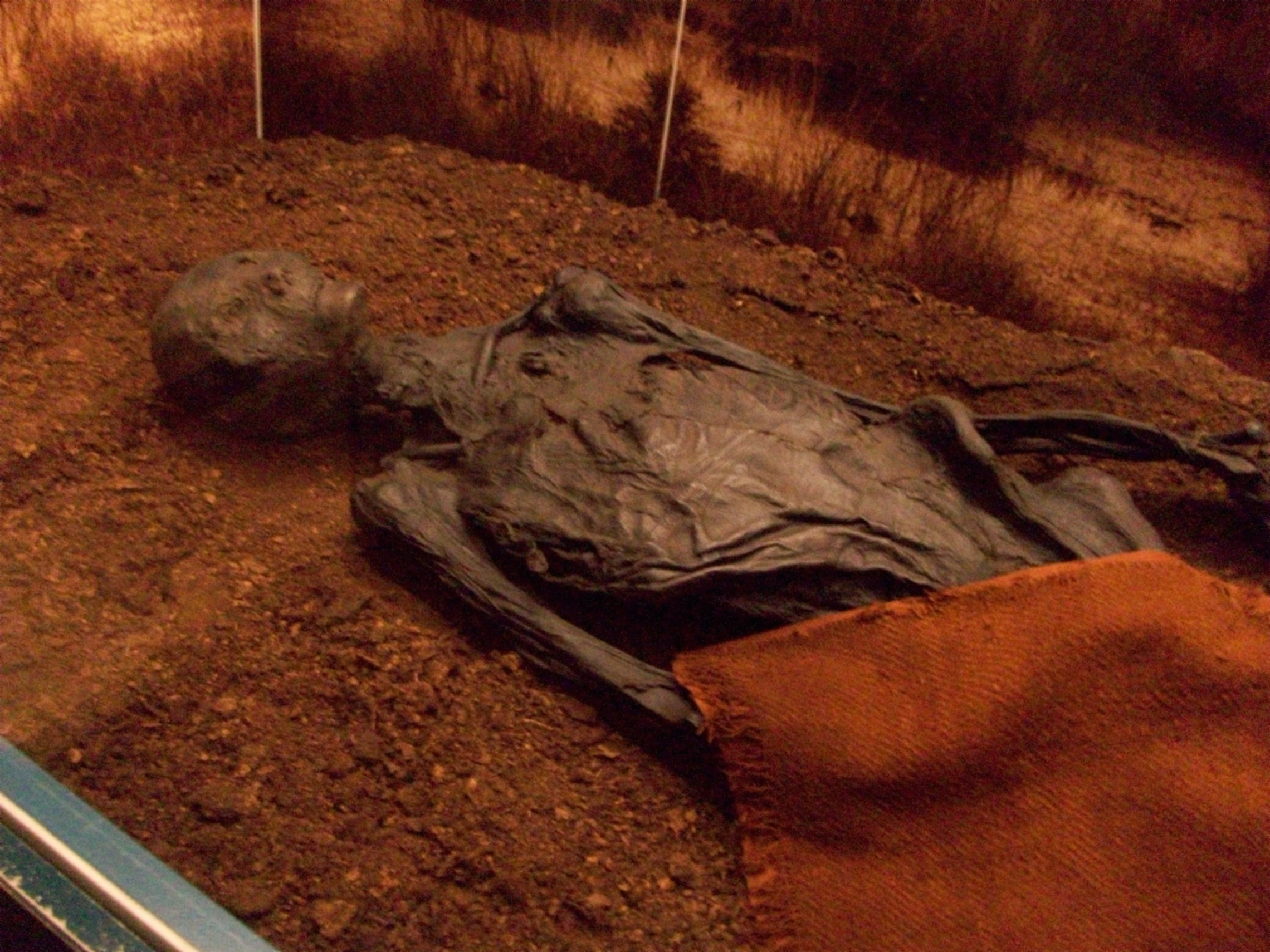

Ursprünglich lag der Mann von Rendswühren ausgestreckt auf dem Bauch, die Arme nahezu ausgestreckt entlang des Körpers, Unterarme und Hände lagen unter dem Körper. Der Kopf war mit einem Fellumhang sowie einem rechteckigen Wollmantel umhüllt. Der Kopf wies Richtung Südosten und lag etwa 40 Zentimeter tiefer als die Füße. Seine Beine waren kreuzweise übereinandergeschlagen. Die Leiche war nach Auskunft der Finder bei der Bergung bereits trocken und fest, obwohl sie aus einer Torfschicht stammt, die unterhalb der Wasserspiegel in den benachbarten Torfgruben lag. Die Haut hatte bei der Auffindung eine tief dunkelbraune Farbe, fast wie „ein Stück Rauchfleisch, welches stark geräuchert wurde...“. Der linke Fuß der Leiche war durch einen Spatenstich abgetrennt, wohingegen der Rest der Leiche, inklusive Ohren und Genitalien, vollständig erhalten vorlag. Um den linken Knöchel befand sich ein streifenartiges Stück Leder.
In der Nähe der Fundstelle wurde ein dunkelbraun verfärbter Unterarmknochen eines Pferdes gefunden, dessen Zusammenhang mit der Deponierung des Mannes jedoch unsicher ist. Etwa vier Meter östlich wurden weitere Kleidungsstücke aus Leder ausgegraben, die allerdings nicht geborgen werden konnten.

### Medizinische Befunde
Schon bei der Bergung wurde die Moorleiche stark in Mitleidenschaft gezogen, so wurde ihr Unterkiefer gebrochen und der linke Fuß abgerissen. Bei der gerichtsmedizinischen Untersuchung konnte das Geschlecht der Moorleiche von Rendswühren aufgrund der erhaltenen Genitalien als männlich bestimmt werden. Der Mann war etwa 40 bis 50 Jahre alt. Skelett, Haut und Kopfhaar des Mannes waren erhalten, wobei die Haut auf der Vorderseite des Körpers besser erhalten war als auf der Rückseite. Die Knochen waren durch die Einwirkung der Moorsäuren stark entkalkt, weich, biegsam und hatten eine dunkelbraune Farbe. Die Knochen des Schädels waren weich und bröselig; dagegen waren die Gesichtsknochen jedoch besser erhalten. Am Gebiss des Mannes lagen bei der Auffindung noch alle 32 Zähne vor, jedoch wurden einige durch Schaulustige nach der Ausgrabung entwendet. Die Zähne wirken jetzt kleiner, da ihre Zahnschmelzauflagen durch die lange Lagerung im sauren Moormilieu vollständig aufgelöst waren. Sie waren entkalkt, braun verfärbt und wiesen stark abgekaute Kauflächen auf. In einigen Zahnhöhlen war der Kiefer sichtbar durch Parodontose geschädigt. Die Weichteile wie Fett- und Muskelgewebe waren größtenteils vergangen, lediglich Bänder und Sehnen lagen noch vor. Im Körperinneren lagen die Organe, wenn auch stark geschrumpft, vor. Im Magen- und Darmtrakt konnten mikroskopisch keine Reste von Speisenresten ausgemacht werden. Isotopenanalysen bei der Neubearbeitung im Jahre 2005 ergaben, dass der Mann einen für seine Zeit erhöhten Fleischkonsum hatte, wobei Pflanzenfresser den Hauptanteil der tierischen Nahrung bildeten, wohingegen Seetiere wie Fische oder Muscheln nachweislich keinen Anteil an seiner Ernährung hatten. Am Kopf des Toten wurden zahlreiche Verletzungen festgestellt. Neben einer Wunde im Schädelknochen über dem rechten Auge waren der Hinterkopf und das rechte Scheitelbein völlig zertrümmert. Die Oberfläche der Moorleiche war nach der Auffindung von einem dichten Vlies aus Pflanzenwurzeln überzogen, diese Wurzeln drangen teilweise durch Hautöffnungen in das Innere der Leiche ein und wuchsen dort weiter. Die Kopfhaare des Mannes waren etwa 5 cm lang und durch die Moorsäure braun verfärbt. Sie hatten sich, durch die unsachgemäße Lagerung im Anschluss an die Bergung, größtenteils aus der Kopfhaut gelöst, aber klebten noch daran.

### Todesursache
Zur Ermittlung der Todesursache lassen sich lediglich die Ergebnisse der 1871 durchgeführten Autopsie der Leiche, sowie die Aussagen des Finders heranziehen, da die darauf folgenden massiven konservatorischen Eingriffe in die Substanz der Moorleiche heute keine aussagekräftigen Schlüsse aus den neueren Untersuchungen zuließen. Die deutlichen Verletzungen des Schädels durch massive Schläge legen nahe, dass der Mann von Rendswühren gewaltsam zu Tode kam. Nach Aussage der Finder war die Kleidung um den Kopf des Toten gruppiert und es sah nach Aussage Möllers aus, als ob sie dorthin verrutscht war. Möglicherweise wurde der Mann durch das Moor geschleift, wobei ihm die Kleidung über den Kopf rutschte.

### Datierung
Die frühen Datierungen des Mannes von Rendswühren erfolgte textiltypologisch, anhand der gefundenen Kleidungsstücke, die in das 1. oder 2. Jahrhundert n. Chr. in die Römische Kaiserzeit datiert wurden. Diese Datierung konnte durch eine in den 1990er Jahren durchgeführte 14C-Datierung einer Textil- und mehreren Hautproben in etwa bestätigt werden, jedoch war eine genauere Eingrenzung aufgrund des Erhaltungszustandes der Proben technisch nicht möglich.

## Kleidung
Nach Aussagen des Gutsförsters Möller, der den Fund in einem frühen Stadium gesehen hatte, lag um den Kopf der Leiche ein rechteckiger wollener Mantel von etwa 130 cm Länge und 100 cm Breite. Das Tuch war an mehreren Stellen nachträglich genäht und gestopft und hatte durch die Einwirkung der Moorsäure eine dunkelbraune Farbe. Von dem Mantel sind nach der Plünderung der schaulustigen Besucher nur noch vier Fragmente erhalten, alle mit Gewebekanten. Zwei Stücke stammen aus der geflochtenen Gewebeanfangskante und zeigen an, dass das fertige Gewebe eine Breite von mindestens 122 cm hatte. Das Tuch war in einem sorgfältig ausgeführten Gleichgratköper mit etwa sieben in Z-gedrehten Fäden pro Zentimeter in Kette und Schuss gewebt, wobei die Schussfäden eine lockerere Drehung aufwiesen als die Kettfäden. In regelmäßigen Abständen wurden Gruppen von zwei mal drei andersfarbigen, vermutlich rot gefärbten, Schussfäden verwebt, wodurch auf dem fertigen Tuch ein dekoratives Streifenmuster entstand. Die übrigen Kett- und Schussfäden bestanden aus ungefärbter, leicht kräuseliger Schafwolle mit nur wenig Stichelhaaren. Der Mantel war mit geschätzten 122 × 200 cm relativ klein im Vergleich zu den aus anderen Moorfunden vorliegenden Mänteln wie aus dem Thorsberger Moor, dem Vehnemoor oder Vaalermoor. In Größe und Ausführung gleicht er eher den kleineren Exemplaren wie beispielsweise dem des Mannes von Obenaltendorf.
Der Fellumhang, welcher ebenfalls um den Kopf der Leiche lag, zerfiel bei der Bergung in mehrere Stücke. Nach Angaben Möllers hatte er einen mantelartigen Schnitt und reichte ursprünglich von den Schultern bis an die Knie. Er hatte Armlöcher oder -schlitze, jedoch keine Ärmel, ebenso waren weder Knöpfe oder Knebel eines Verschlusses vorhanden. Verschlossen wurde der Mantel über ein oder mehrere geflochtene Lederriemchen, von denen kurz nach der Bergung noch eines vorhanden war. Von diesem Mantel sind ebenfalls nur noch wenige Fragmente erhalten. Der Mantel war aus mehreren Stücken Fell mit feinen Lederbändern zusammengenäht. An einigen Stellen erfolgten die Nähte augenscheinlich von anderer Hand etwas nachlässiger und mit gröberen Lederbändern. Auch dieser Umhang war an verschiedenen Stellen geflickt. Da die Felle unterschiedliche Haarformen verschiedener Haarlängen aufwiesen ging Handelmann zunächst davon aus, dass es sich um Schaf- und Rinderfelle handelte, später zog er auch Wisent oder Auerochse in Betracht. Auch zu diesem Fellumhang gibt es zahlreiche Vergleichsfunde wie dem des Mannes von Osterby, oder des Jungen von Kayhausen.
Um den linken Knöchel wurde ein ledernes Band gefunden, das erst nachträglich im Museum eingeliefert wurde. Das Band besteht aus einem behaarten Stück Leder von 185 mm Länge und 65 mm Breite, es wurde mit der Haarseite nach innen getragen und war an den schmalen Enden mit einem über Kreuz geführten 12 mm breiten Lederband verschlossen worden. Vermutungen, ob das Lederband zu einem Schuh gehört, lassen sich nicht bestätigen.
Bei einer späteren Grabung wurde in vier Meter Entfernung zur Fundstelle in 115 cm Tiefe eine größere Anzahl mürber und zerrissener Lederfragmente gefunden, jedoch war es dem Gutsförster Möller nicht möglich, die stark zerfallenen Lederstücke zu bergen. Er vermutet, dass diese Lederstücke bei früheren Torfabbauarbeiten bereits ausgegraben und wieder verkohlt wurden.
Im April 2021 wurden bei der Revision der Magazinbestände des Archäologischen Museum Hamburgs ein Textil- und ein Fellfragment wiederentdeckt. Diese Stücke wurden der Vorgängerinstitution des Museums von dem Neumünsteraner Privatsammler Dr. Max Kirmis übergeben. Der zugehörige Eintrag im Inventarbuch von 1890 vermerkt: „Wollenzeug und Leder von der Kleidung einer Moorleiche aus Rendswühren bei Bornhöved“. Möglicherweise handelt es sich hierbei um Fragmente die bei der „öffentlichen“ Aufbahrung des Fundes in der Scheune des Ortsvorstehers entwendet wurden. Durch weitere naturwissenschaftliche Untersuchungen soll deren Zugehörigkeit zu dem Fund des Mannes von Rendswühren geklärt werden.